# Football League 2010-2011 (Grecia)
La Football League 2010-2011 è la 52ª edizione del campionato greco di calcio di secondo livello ed è il primo campionato con la denominazione Football League.

## Squadre partecipanti
| Squadra             | Città      |
| ------------------- | ---------- |
| Agrotikos Asteras   | Salonicco  |
| Anagennīsī Karditsa | Karditsa   |
| Diagoras            | Rodi       |
| Doxa Dramas         | Drama      |
| Ethnikos Asteras    | Kaisarianī |
| Ethnikos Pireo      | Il Pireo   |
| Īlioupolī           | Īlioupolī  |
| Iōnikos             | Nikea      |
| Kallithea           | Kallithea  |
| Levadeiakos         | Livadia    |
| OFI Creta           | Candia     |
| Panaitōlikos        | Agrinio    |
| Panthrakikos        | Komotini   |
| PAS Giannina        | Giannina   |
| Pierikos            | Katerini   |
| Thrasyvoulos        | Fyli       |
| Trikala             | Trikala    |
| GAS Veria           | Veria      |

## Classifica
|  | Pos. | Squadra             | Pt     | G  | V  | N  | P  | GF | GS | DR  |
|  | ---- | ------------------- | ------ | -- | -- | -- | -- | -- | -- | --- |
|  | 1.   | Panaitōlikos        | 75     | 34 | 23 | 6  | 5  | 47 | 19 | +28 |
|  | 2.   | PAS Giannina        | 74     | 34 | 22 | 8  | 4  | 55 | 17 | +38 |
|  | 3.   | OFI Creta           | 69     | 34 | 21 | 6  | 7  | 42 | 20 | +22 |
|  | 4.   | Levadeiakos         | 60     | 34 | 17 | 9  | 8  | 48 | 33 | +15 |
|  | 5.   | Doxa Dramas         | 56     | 34 | 16 | 8  | 10 | 51 | 28 | +23 |
|  | 6.   | Diagoras            | 52     | 34 | 15 | 7  | 12 | 36 | 36 | 0   |
|  | 7.   | Panthrakikos        | 47     | 34 | 13 | 8  | 13 | 36 | 38 | -2  |
|  | 8.   | GAS Veria           | 44     | 34 | 12 | 8  | 14 | 37 | 42 | -5  |
|  | 9.   | Pierikos            | 43     | 34 | 11 | 10 | 13 | 39 | 43 | -4  |
|  | 10.  | Agrotikos Asteras   | 40     | 34 | 11 | 7  | 16 | 34 | 41 | -7  |
|  | 11.  | Ethnikos Asteras    | 38     | 34 | 9  | 11 | 14 | 27 | 38 | -11 |
|  | 12.  | Thrasyvoulos        | 36     | 34 | 9  | 9  | 16 | 33 | 36 | -3  |
|  | 13.  | Kallithea           | 19     | 34 | 3  | 10 | 21 | 27 | 54 | -27 |
|  | 14.  | Ethnikos Pireo      | 0 (32) | 34 | 8  | 8  | 17 | 28 | 48 | -20 |
|  | 15.  | Iōnikos             | 0 (36) | 34 | 9  | 9  | 17 | 25 | 51 | -26 |
|  | 16.  | Anagennīsī Karditsa | 0 (17) | 34 | 9  | 6  | 19 | 20 | 43 | -23 |
|  | 17.  | Īlioupolī           | 0 (36) | 34 | 10 | 6  | 18 | 29 | 50 | -21 |
|  | 18.  | Trikala             | 0 (60) | 34 | 18 | 6  | 10 | 42 | 23 | +19 |

Legenda:

      Ammesse alla Super League 2011-2012
 Ammessa ai Play-off
      Retrocesse nei campionati regionali 2011-2012

## Play-off

### Classifica
|  | Pos. | Squadra     | Pt | G | V | N | P | GF | GS | DR  |
|  | ---- | ----------- | -- | - | - | - | - | -- | -- | --- |
|  | 1.   | OFI Creta   | 18 | 6 | 4 | 2 | 0 | 12 | 5  | +7  |
|  | 2.   | Levadeiakos | 15 | 6 | 4 | 1 | 1 | 12 | 2  | +10 |
|  | 3.   | Doxa Dramas | 6  | 6 | 1 | 2 | 3 | 5  | 13 | -8  |
|  | 4.   | Diagoras    | 1  | 6 | 0 | 1 | 5 | 2  | 12 | -10 |

Legenda:

      Promosso in Super League 2011-2012
Note:

Tre punti a vittoria, uno a pareggio, zero a sconfitta.
OFI Creta +4 punti
Levadiakos +2 punti
Doxa Drama +1 punto

### Risultati
|            | Dia  | Dox  | Lev  | OFI  |
| ---------- | ---- | ---- | ---- | ---- |
| Diagoras   | –––– | 0-1  | 0-1  | 1-2  |
| Doxa Drama | 1-1  | –––– | 0-3  | 3-3  |
| Levadiakos | 4-0  | 3-0  | –––– | 0-1  |
| OFI Creta  | 3-0  | 3-0  | 1-1  | –––– |